# قازليان (أختاتشي)
قازلیان (بالفارسية: قازلیان) هي قرية تقع في إيران في قسم أختاتشي الريفي. يقدر عدد سكانها بـ 418 نسمة بحسب إحصاء 2016.